# Дагомыс
Дагомы́с (адыг. Тэгъэмыпс) — посёлок городского типа, курорт в Краснодарском крае России. Входит в городской округ город-курорт Сочи. С 1958 по 1961 годы Дагомыс уже имел статус посёлка городского типа (курортного посёлка). С 1961 по 2019 годы был микрорайоном города Сочи, вторым по величине в Лазаревском районе после микрорайона Лазаревское. В пгт находится администрация Волковского сельского округа.

## География

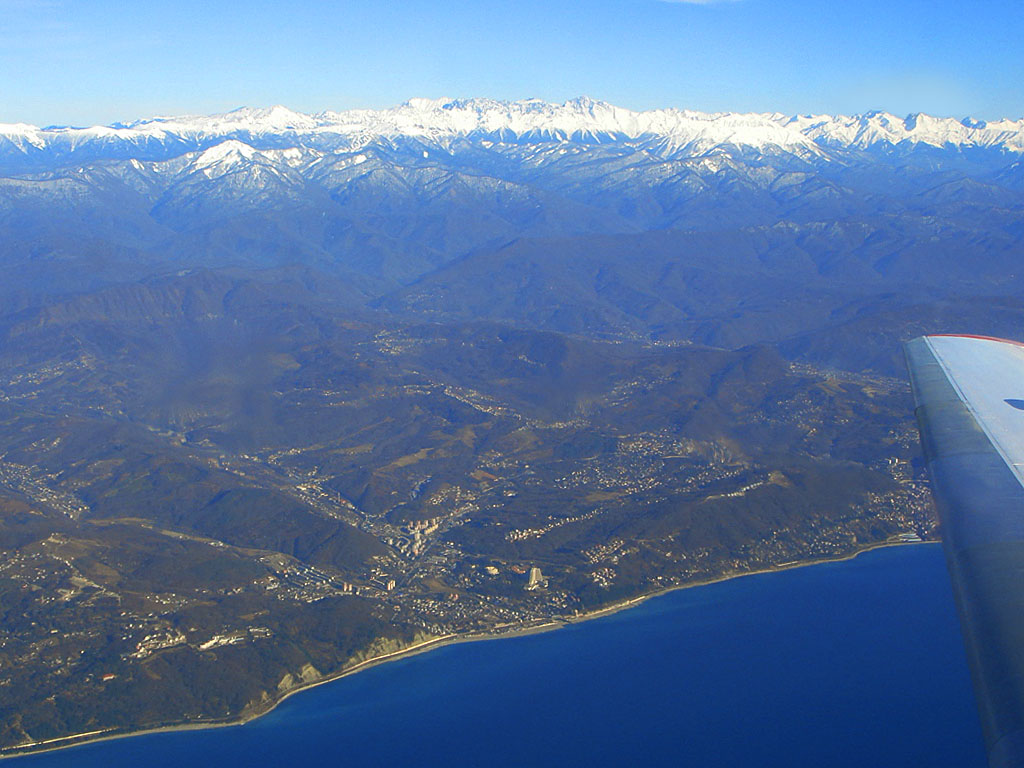
Вид на Дагомыс и ГКХ с борта самолёта

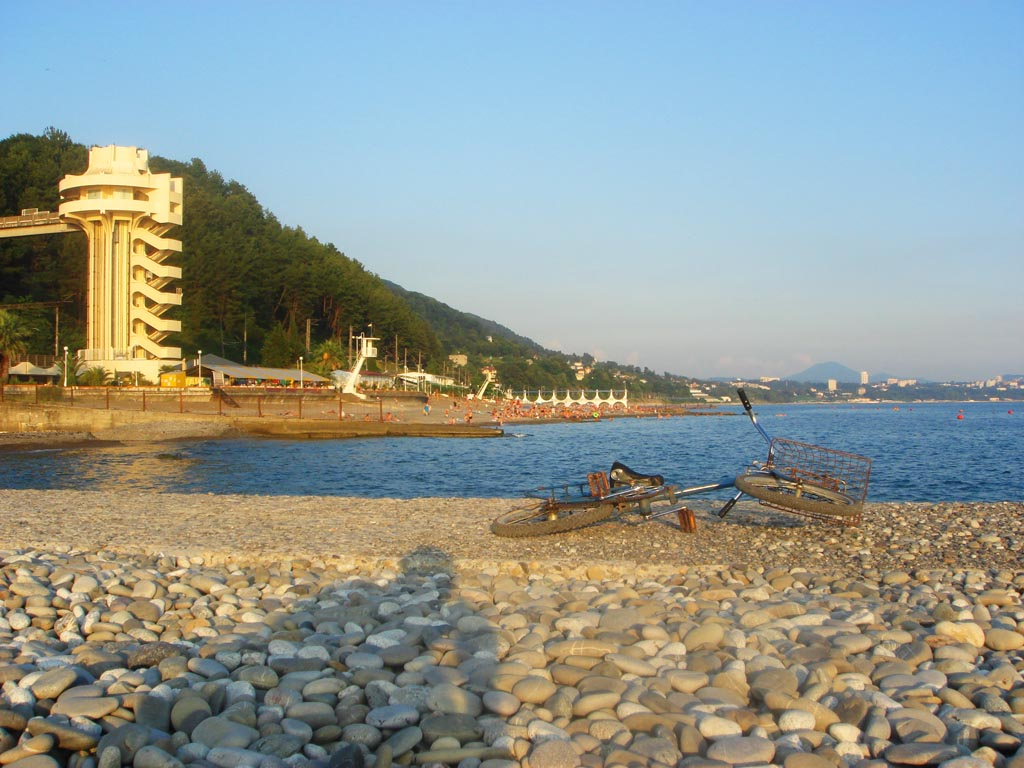
Вид на восточный пляж и гору Ахун

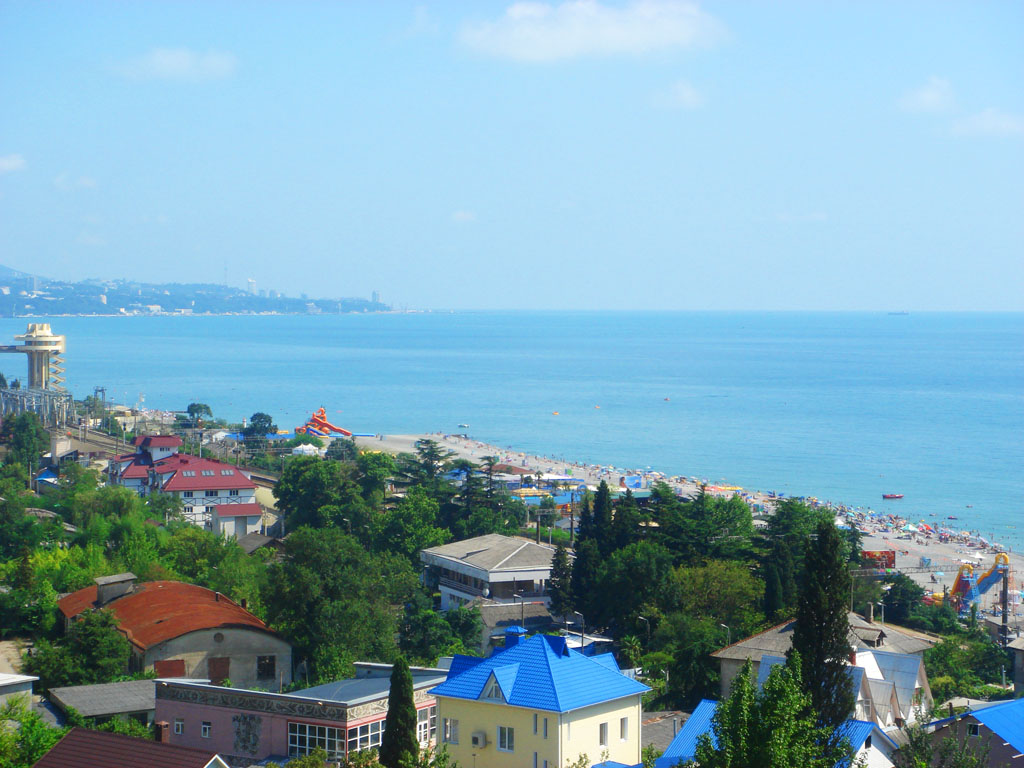
Вид на западный пляж и Сочинский мыс

Находится в южной окраине Лазаревского района, в низовье одноимённой реки Дагомыс. Расположен в 55 км к юго-востоку от районного центра — Лазаревское, в 14 км к северо-западу от Центрального Сочи и в 280 км к юго-востоку от города Краснодар (по дороге).
Граничит с населёнными пунктами и микрорайонами Сочи: Культурное Уч-Дере на северо-западе, Волковка, Барановка и Ордынка на севере, Шаумяновка и Мамайский Перевал на востоке и Мамайка на юго-востоке. На западе пгт омывается водами Чёрного моря, на востоке возвышаются лесистые горы и хребты.
Через Дагомыс проходят федеральная автотрасса А-147 «Джубга-Адлер» и железнодорожная ветка Северо-Кавказской железной дороги. Действует железнодорожная станция Дагомыс.
Также в центре посёлка начинаются автодорога «03К-458» (Армавирская улица) ведущая вдоль реки Западный Дагомыс в село Волковка и далее до Солохаула в среднем течении реки Шахе, и автодорога «03К-449» (Барановское шоссе) ведущая вдоль реки Восточный Дагомыс в сёла Ордынка и Барановка.
Дагомыс расположен у черноморского побережья и вытянут по долинам рек Западный Дагомыс и Восточный Дагомыс. Рельеф местности в основном холмистый, по долинам рек сильно пересечённый и с обрывами. Средние высоты на территории пгт составляют около 30 метров над уровнем моря. Абсолютные высоты достигают 400 метров над уровнем моря.
Гидрографическая сеть представлена в основном реками Западный Дагомыс и Восточный Дагомыс, которые в 900 метрах до впадения в Чёрное море сливаются в реку Дагомыс. Иногда после обильных осадков в горах, горные реки резко увеличиваются в размерах и временами разрушая затапливают прибрежные зоны. Особенно участилось количество наводнений в последние годы.
Пляжи у Дагомыса широкие и протяжённые с мелкой галькой. Набережная разделена рекой, западная часть пляжа — открыта бесплатно для доступа всех желающих, восточная доступна отдыхающим ОК «Дагомыс» и ОК «Олимпийский» или всем желающим за установленную плату. Западный пляж Дагомыса представляет собой побережье залива, с которого открывается вид на Центральный Сочи и гору Ахун с одной стороны, и на мыс Уч-Дере с другой. Участок пляжа с волнорезами имеет самое пологое, местами песчаное дно. Далее на запад — «дикие» необорудованные пляжи.
Климат в пгт — влажный субтропический. Среднегодовая температура воздуха составляет около +14,2°С, со средними температурами июля около +24,0°С, и средними температурами января около +6,4°С. Среднегодовое количество осадков составляет около 1500 мм. Основная часть осадков выпадает зимой, наименьшее летом.

## Этимология

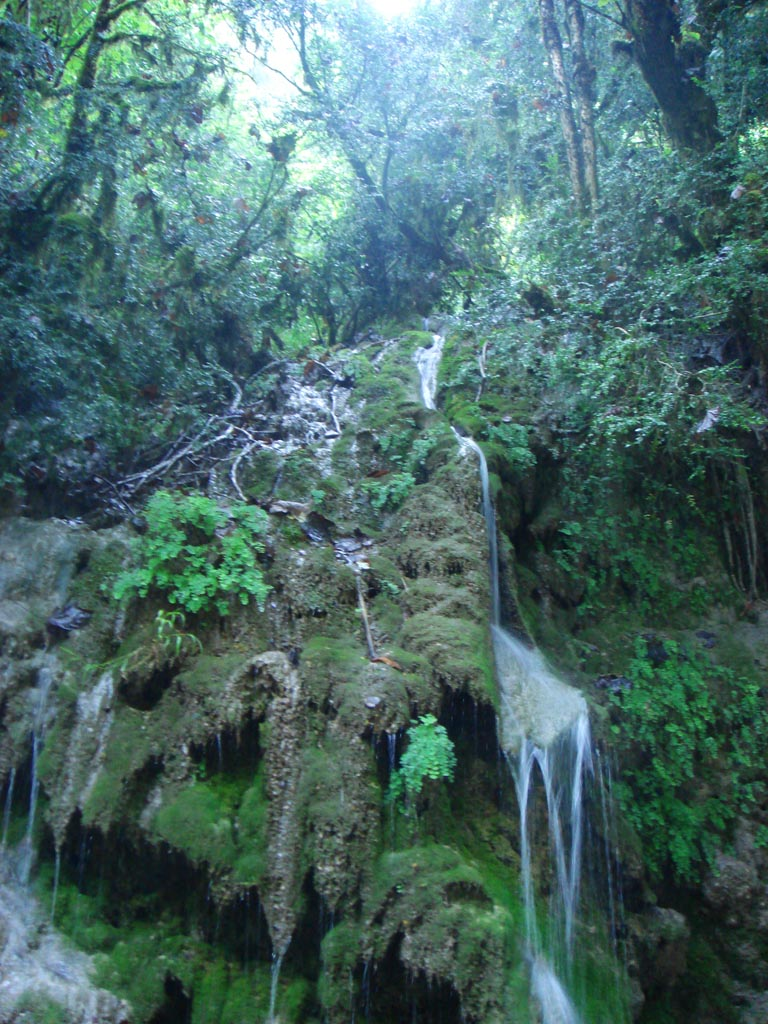
Лес в долине реки Западный Дагомыс

По одной из версий топоним происходит от адыг. Тыгъэмыпс, что в переводе означает «тенистое место» или дословно «место, где не светит солнце». Исследования ущелий рек Восточного и Западного Дагомыс в 1866, 1873 и 1896 годах, предпринятые в целях фиксации земель, удобных для заселения, выявили, что 

ущелье левого, или Восточного Дагомыса (которую местное черкесское население называло — Псыдах) более открытое и просторное, «оно доходит местами до Z,U версты ширины и образует большие поляны», покрытые фруктовыми деревьями и виноградниками. Со стороны водораздела с реки Псахо восточнее ущелье имеет «довольно мягкий общий склон». Правый берег реки «состоял из прерывающихся оврагами бывших аульных мест». В сравнении с левым ущельем, ущелье правого, или Западного Дагомыса «довольно узко и лесисто», «не представляет широких полян, но тем не менее оно было заселено, о чём свидетельствуют находящиеся на склонах гор хлебородные поляны и сады». В этой местности бывшие горские поселения располагались на довольно высоких террасах, так как солнце слабо освещало узкое и лесистое ущелье Западного Дагомыса.
.
Согласно другим версиям, топоним возможно происходит от адыг. Дэгумэз, что в переводе означает «глухой лес», или Дэгъумэз — «хороший лес».
Автор справочника по топонимике Восточного Причерноморья Ворошилов В. И. считал, что в названии Дагомыс лежит адыг. псы «вода» или «река», и переводил топоним как «река рода Дагомуко». Дагомуко — убыхский княжеский род, проживавший в долине реки Дагомыс до окончания Кавказской войны.

## История

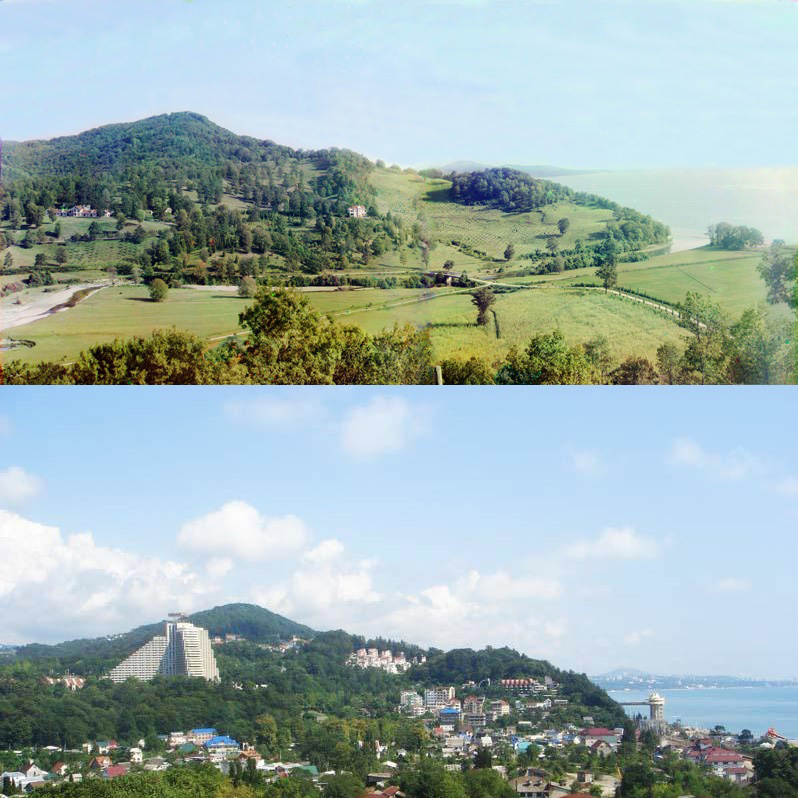
Дагомыс в начале XX века и сейчас

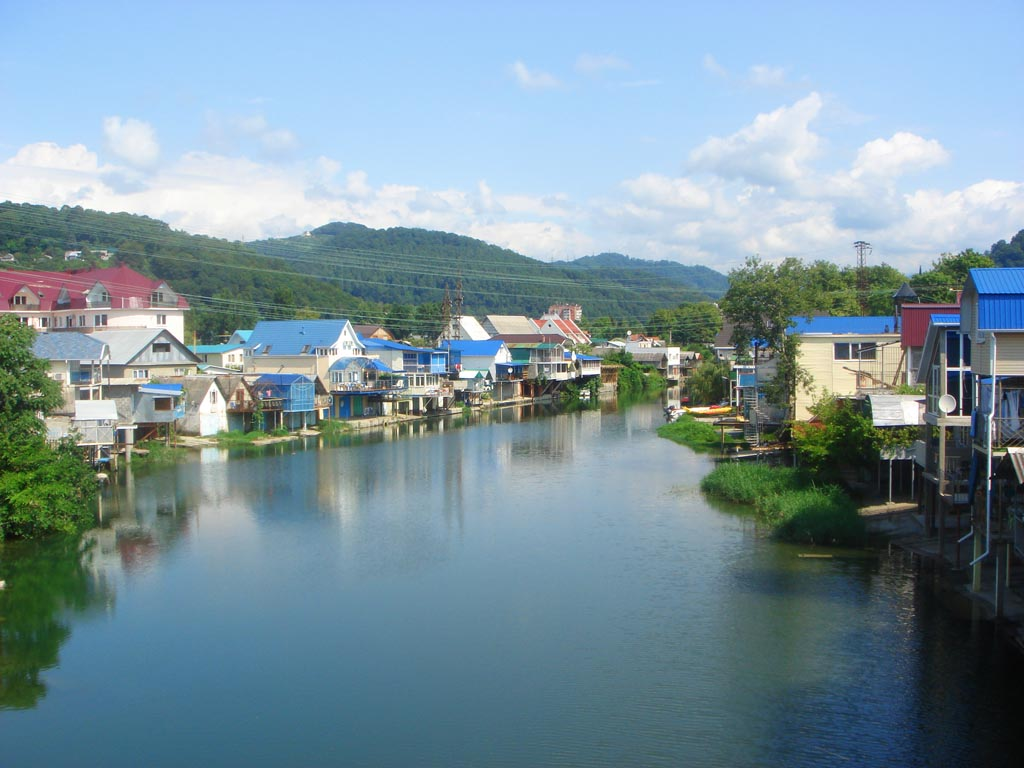
Дачные домики у реки Дагомыс

Первые поселения по долинам рек Западного и Восточного Дагомыса возникли ещё в эпоху каменного века. В этих ущельях в своё время были развиты майкопская и дольменная культуры, оставившие после себя многочисленные археологические останки.
В период Кавказской войны в долине реки Дагомыс был расположен аул верховного убыхского князя Хаджи Керендуко Берзек, являвшегося одним из предводителей освободительной борьбы причерноморских черкесов против Российской империи.
После завершения Кавказской войны в 1864 году, местное население массово переселилось в Османскую империю по призыву турецких властей. В результате все аулы в долинах рек Западный и Восточный Дагомыс разом опустели и Россия активно приступила к освоению Черноморского побережья Кавказа.
В качестве переселенцев, в частности, использовали выходящих в отставку солдат Кавказского корпуса. В долинах рек Западный Дагомыс и Восточный Дагомыс участки предоставлялись солдатам второй, третьей и четвёртой рот 2-го Кавказского линейного батальона. Они так и стали называть свои посёлки — Вторая Рота, Третья Рота, Четвёртая Рота. В 1880—1890 годы в эти края двинулась масса переселенцев из самых разных уголков Российской империи, а также многочисленные греческие и армянские переселенцы из Османской империи.
Первоначальное русское поселение в устье реки Дагомыс известно под названием Кубанский пост.
В конце XIX века самые ценные земли вблизи моря стали покупать царские чиновники, министры, крупные землевладельцы и банкиры. Крупный земельный участок при впадении реки Дагомыс в море приобрел император Николай II. Здесь было основано подчинявшееся дворцу подсобное хозяйство с площадью 2,5 тыс. гектаров земельных угодий и большая скотоводческая (молочная) ферма. Для работающих здесь крестьян был построен небольшой поселок — будущий Дагомыс.
Управлял царским хозяйством князь Успенский, особняк которого находился на месте современного концертного зала ОК «Дагомыс». Хозяйство было рентабельным, по большей части его продукция шла на сочинский рынок, где пользовалась большим спросом. Отдыхавшие в Сочи представители столичной знати почитали за честь для себя покупать продукты, выращенные на царских угодьях. В соответствии со статьёй 412 (по продолжению) тома X части 1 Свода Законов Дагомысское имение являлось дворцовым имуществом Императорского Дома, принадлежало царствующему Императору и не могло быть завещаемо, разделено и отчуждено. Ровная и свободная в то время местность прибрежной части Дагомыса носила название «царская площадка».
К началу XX века в нём жили всего 300 человек. В 1905 году в имении Дагомыс проживало 575 человек, из них были славяне (491 чел.), эстонцы (36 чел.), грузины (27 чел.), персы (13 чел.), латыши (4 чел.), немцы (3 чел.), осетины (1 чел.). Само имение числилось в составе Волковского сельского общества Сочинского округа Черноморской губернии.
По данным Всесоюзной переписи населения 1926 года территория Дагомыса относилась к Волковскому сельсовету Сочинского района Черноморского округа Северо-Кавказского края РСФСР и здесь проживали 207 человек (в том числе 86 человек в посёлке Дагомыс и 121 человек в деревне Дагомыс), в основном великороссы (49 %) и украинцы (37 %).
В 1930-е годы на побережье началось бурное строительство санаториев, в Дагомысе появилась мебельная фабрика, выпускавшая мебель для новых здравниц. Ещё в начале 1930-х годов в Дагомысе работали две туристические базы и несколько маленьких домов отдыха.
В 1945 году посёлок Дагомыс был включён в состав Лазаревского района Краснодарского края. В 1958 году Дагомыс был преобразован в рабочий посёлок.
10 февраля 1961 года рабочий посёлок Дагомыс был включён в состав Сочи, с присвоением населённому пункту статуса внутригородского микрорайона.
Основная курортная деятельность посёлка началось в 1970-е годах, когда строители югославской фирмы «Маврово» построили здесь две гостиницы «Дагомыс» и «Олимпийскую». Этот гостиничный комплекс многие годы считался самым комфортабельным местом отдыха в стране, здесь проходили важные симпозиумы, переговоры и конференции. Именно в гостиничном комплексе «Дагомыс» в 1988 состоялось заседание 38-й Пагуошской конференции ученых, неправительственной организации ученых, выступающих за сохранение мира во всем мире. Открывал эту конференцию академик Андрей Сахаров.
Постановлением Законодательного Собрания Краснодарского края от 11 декабря 2019 года было одобрено выделение из черты города Сочи отдельного населённого пункта Дагомыс в категории посёлок городского типа и инициировано воссоздание данной административно-территориальной единицы края как географического объекта. Первоначально пгт планировали объединить с Волковским сельским округом в Дагомысский субокруг. Согласно редакции нового устава города Сочи с октября 2020 до июля 2021 года, пгт Дагомыс относился к Волковскому сельскому округу Лазаревского района. Согласно новой редакции устава города Сочи от 28 июля 2021 года, пгт Дагомыс стал самостоятельной административно-территориальной единицей города Сочи и выведен из состава Лазаревского района, а законом Краснодарского края от 9 декабря 2021 года он был также выделен в перечне населённых пунктов городского округа г. Сочи.

## Население
| 1926 | 1959  | 2023    |
| ---- | ----- | ------- |
| 207  | ↗7192 | ↗17 841 |

## Оздоровительный комплекс

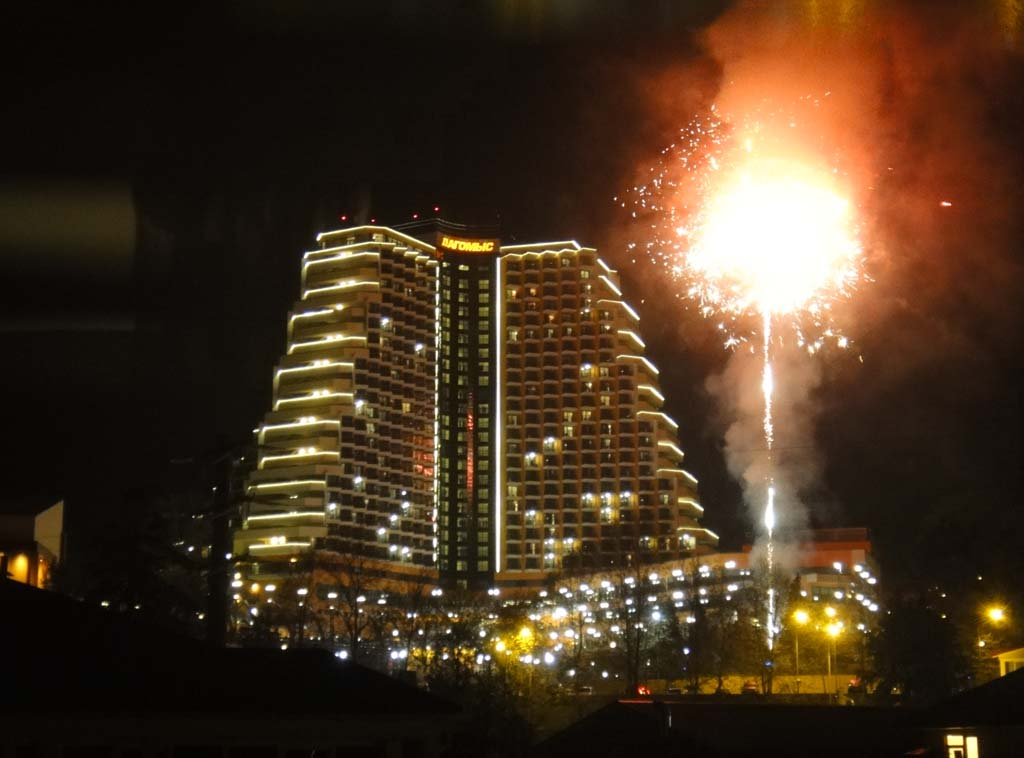
Главное здание ОК «Дагомыс»

Одноимённый 27-этажный оздоровительный комплекс «Дагомыс» — одна из визитных карточек посёлка и всего Сочи. В 1896 году это место было выбрано под имение российского императора Николая II. В нём был заложен великолепный парк, значительная часть которого сохранилась и по сей день. Основное здание было построено посреди парка в 1982 году. В 1988 году здесь проводились телевизионные съемки комплекса упражнений ритмической гимнастики с участием группы «Дисплей», который вела Светлана Рожнова. В то время комплекс принадлежал ВАО «Интурист» и обслуживал в основном зарубежных гостей. В 1990-х годах оборудование пришло в упадок, гостиничные номера пустовали.
С 1994 года «Дагомыс» находится в ведении Управления делами Президента Российской Федерации, а здание пансионата «Олимпийский-Дагомыс» и примыкающие к нему мотель и ресторан, ранее находившиеся в составе и на территории комплекса отошли к частным владельцам.
27-этажный комплекс может одновременно принять до двух тысяч отдыхающих, до десяти деловых мероприятий, в том числе симпозиумы численностью до тысячи человек, количество персонала — 1600 человек. На территории комплекса также находится 5-звездочный отель «Меркурий», расположенный в непосредственной близости от пляжа. После реконструкции 2010—2013 гг. оздоровительный комплекс «Дагомыс» превратился в международный курортный объект. На территории расположены парк, дендрарий, спортивные площадки, стадион, три бассейна с подогреваемой морской водой, СПА-центр, бани, кафе, рестораны, развлекательный центр, пляж протяжённостью 1500 м, морская набережная.

## Образование
- Гимназия № 76
- Средняя школа № 82

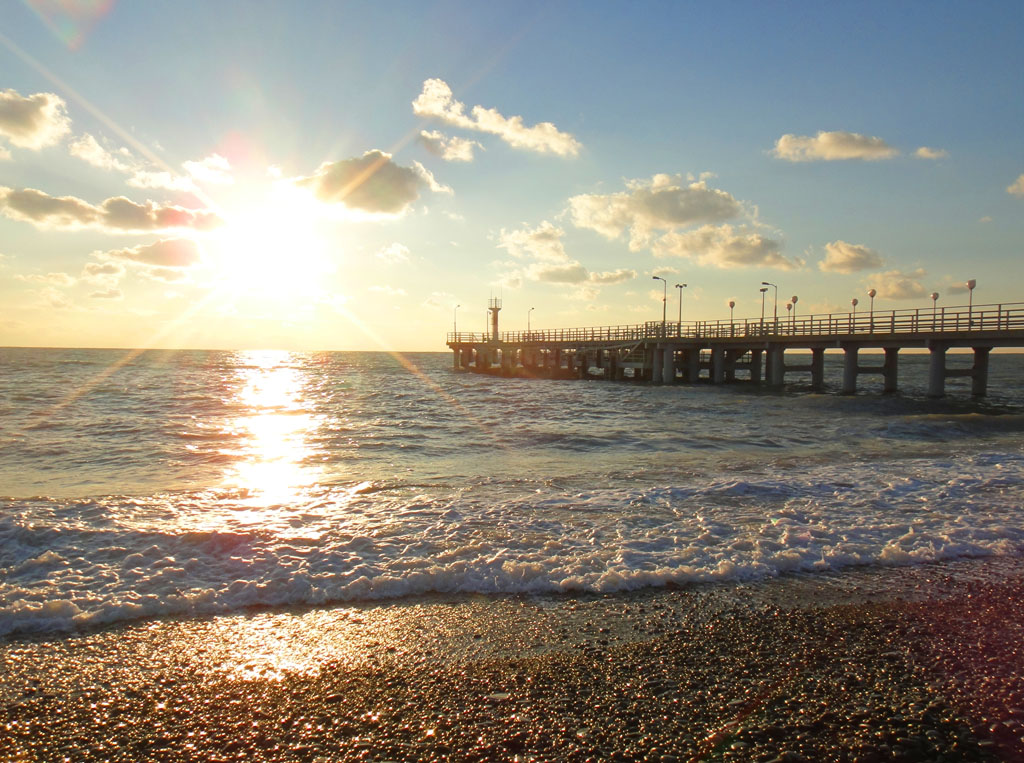
Причал на закате

- Начальная школа Детский Сад № 76
- Начальная школа Детский Сад № 122
- Начальная школа Детский Сад № 126
- Центр раннего дошкольного развития детей
- ДЮСШ № 8
- Детская школа искусств № 2 г. Сочи

## Здравоохранение
- Городская больница № 5
- Инфекционная больница № 2
- Городская поликлиника № 4
- Многопрофильный медицинский центр «ИТАН»
- Медицинский центр «Александрия»

## Религия
- Храм Казанской иконы Божией Матери — ул. Армавирская, 141/4.

## Достопримечательности

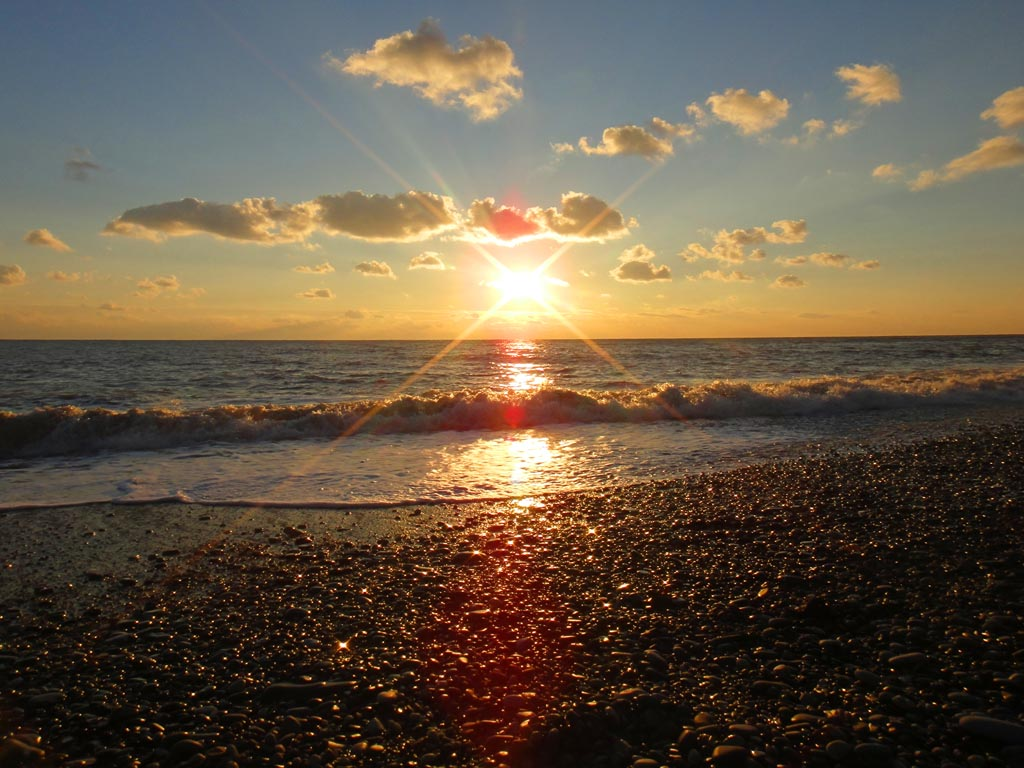
Морской закат в Дагомысе

- «Дагомысские корыта» — пороги, водопады и озёра на реке Западный Дагомыс.
- «Дагомысская Венеция» — дачные домики на сваях на реке у моря.
- Частный музей старинных автомобилей.
- Подвесной мост через реку Дагомыс.
- Чайные плантации
- Оздоровительный комплекс «Дагомыс»
- Нудистский пляж «Дагомыс»

## Экономика
Основную роль в экономике микрорайона играет курортно-туристическая деятельность. В микрорайоне действуют несколько десятков санаториев, пансионатов, баз отдыха, различного уровня гостиницы и отели. Широкое распространение получил частный сектор. Развита сфера услуг, на которую приходится большая часть дохода микрорайона.
Кроме того, в микрорайоне несколько крупных садоводческих хозяйств. К востоку от реки Восточный Дагомыс в горах имеются чайные плантации. Обработкой и переработкой чайных листьев занимается расположенная недалеко от плантации Дагомысская чайная фабрика. Именно здесь в начале XX века российский селекционер И. А. Кошман впервые доказал, что чай можно выращивать и в русских субтропиках, организовал чайный совхоз. Затем чайные плантации были разбиты дальше на север по долинам рек Шахе и Аше.

## Улицы
Главной улицей микрорайона является улица — Батумское шоссе, являющаяся частью федеральной автотрассы А-147. Также значимыми для района являются улицы Барановское шоссе и Армавирская.

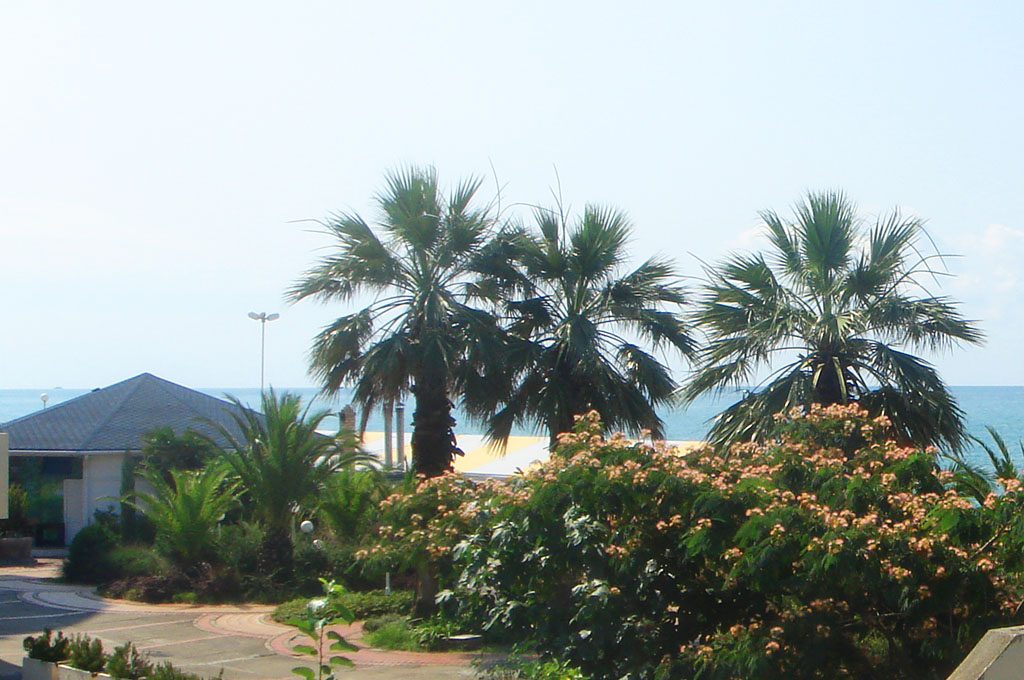
Балтийская улица
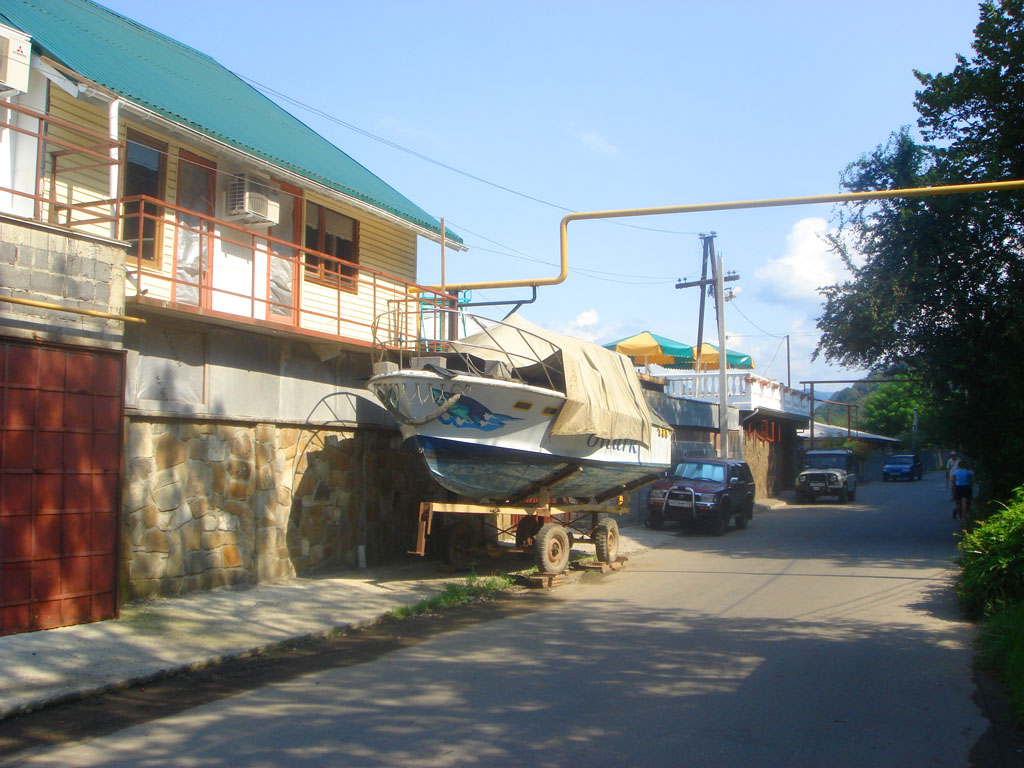
Ленинградская улица
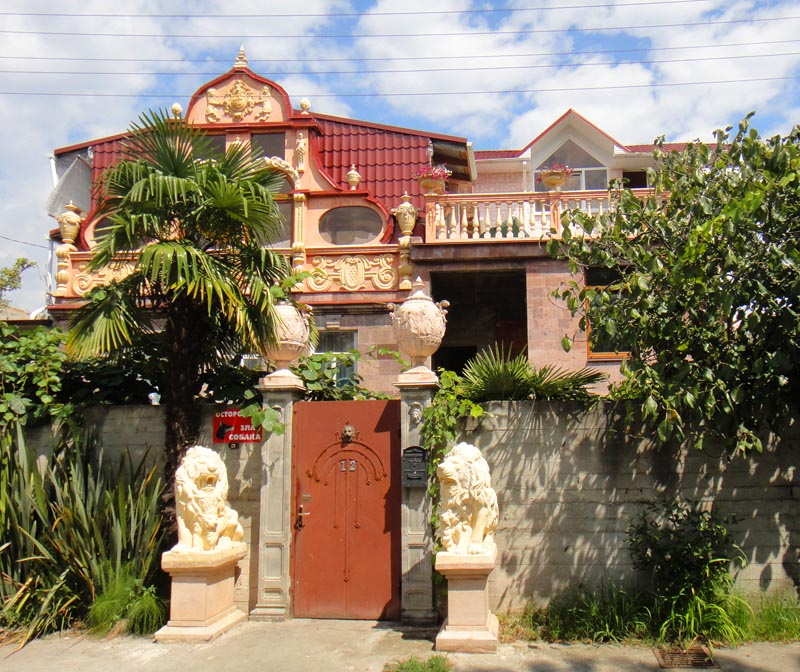
Старошоссейная улица
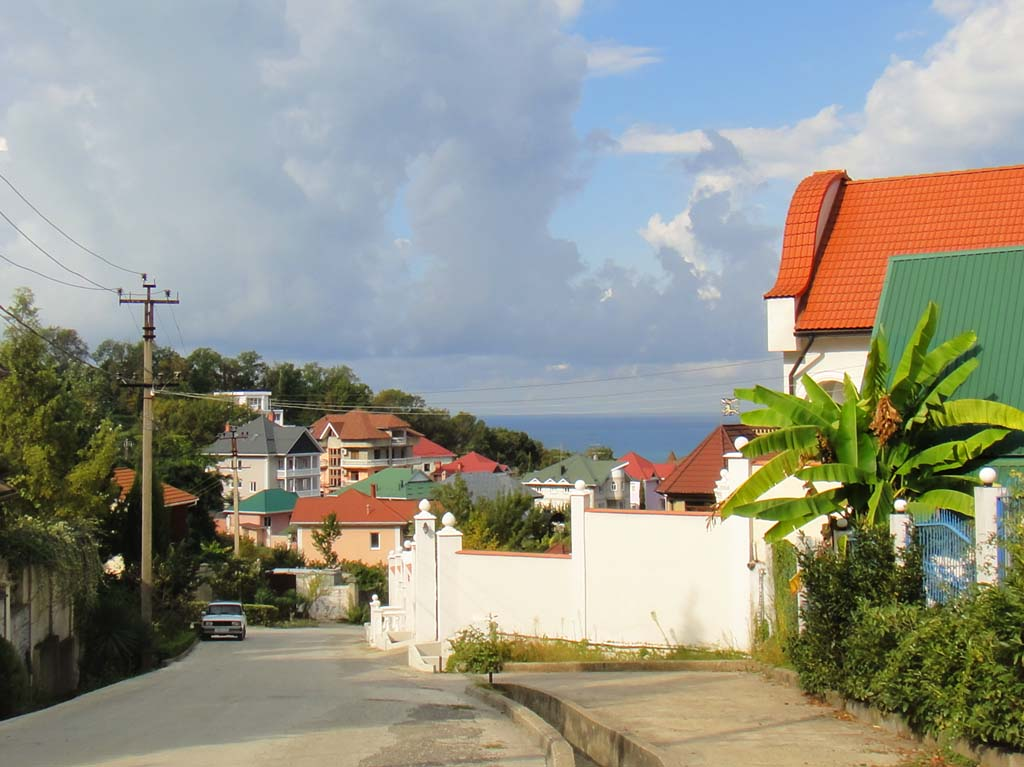
Больничная улица

| Армавирская       |
| Балтийская        |
| Барановское шоссе |
| Батумская         |
| Батумское шоссе   |
| Больничная        |
| Верхнеармавирская |

| Гайдара       |
| Делегатская   |
| Ленинградская |
| Летняя        |
| Перевальная   |
| Российская    |
| Рубиновая     |

| Союзная         |
| Старошоссейная  |
| Торговая        |
| Фестивальная    |
| Шишкина         |
| Южногалицынская |

## Старинные фото
Старинные фото С. М. Прокудина-Горского сделанные в 1905—1915 гг. (Библиотека Конгресса США)

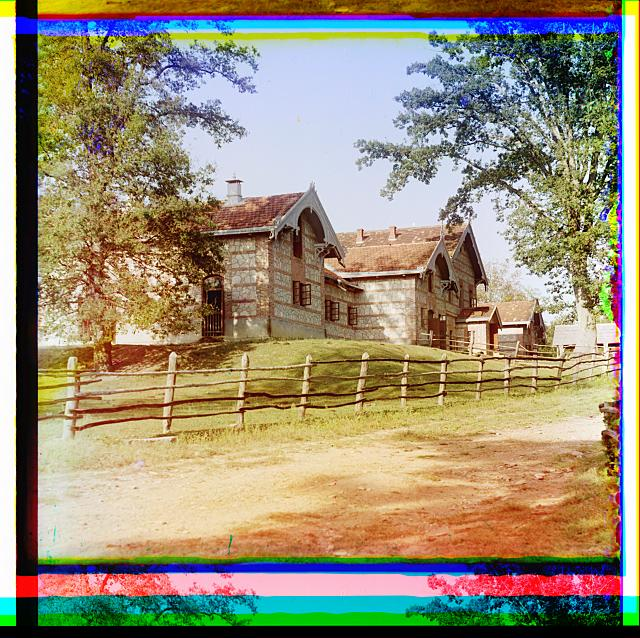
Дагомыс. Императорская ферма, 1900-е гг.
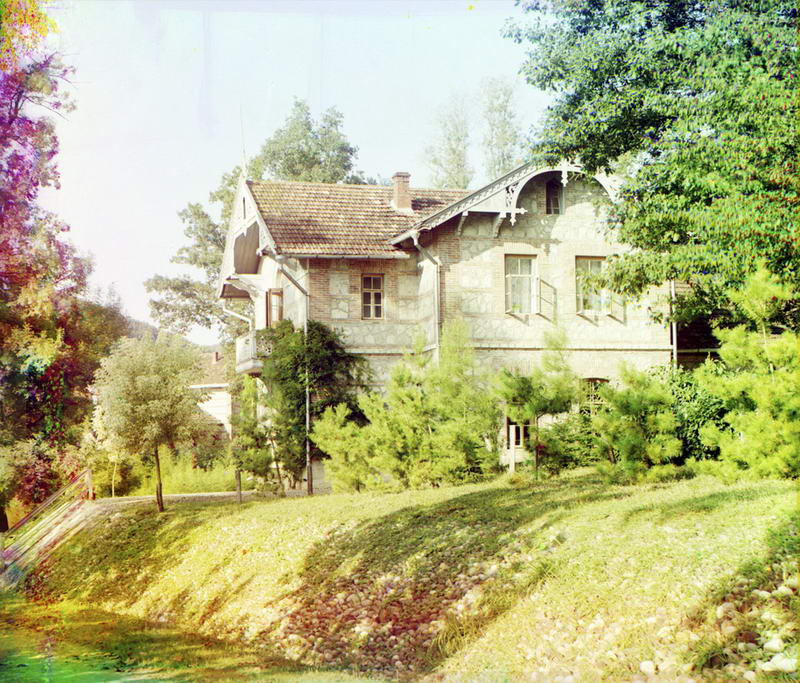
Дагомыс. Дом управления, 1900-е гг.
Долина реки Восточный Дагомыс, 1900-е гг.
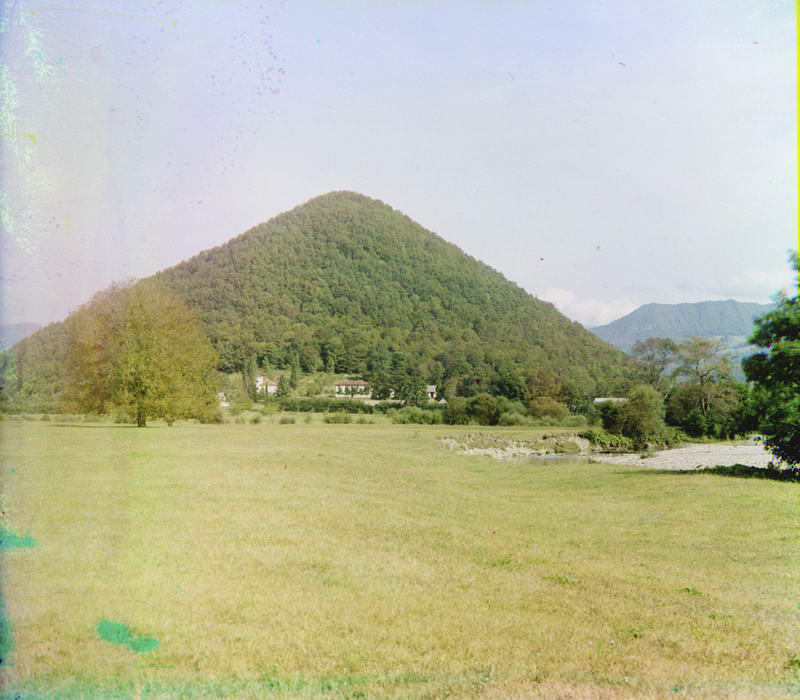
Дагомыс. Долина реки, 1900-е гг.
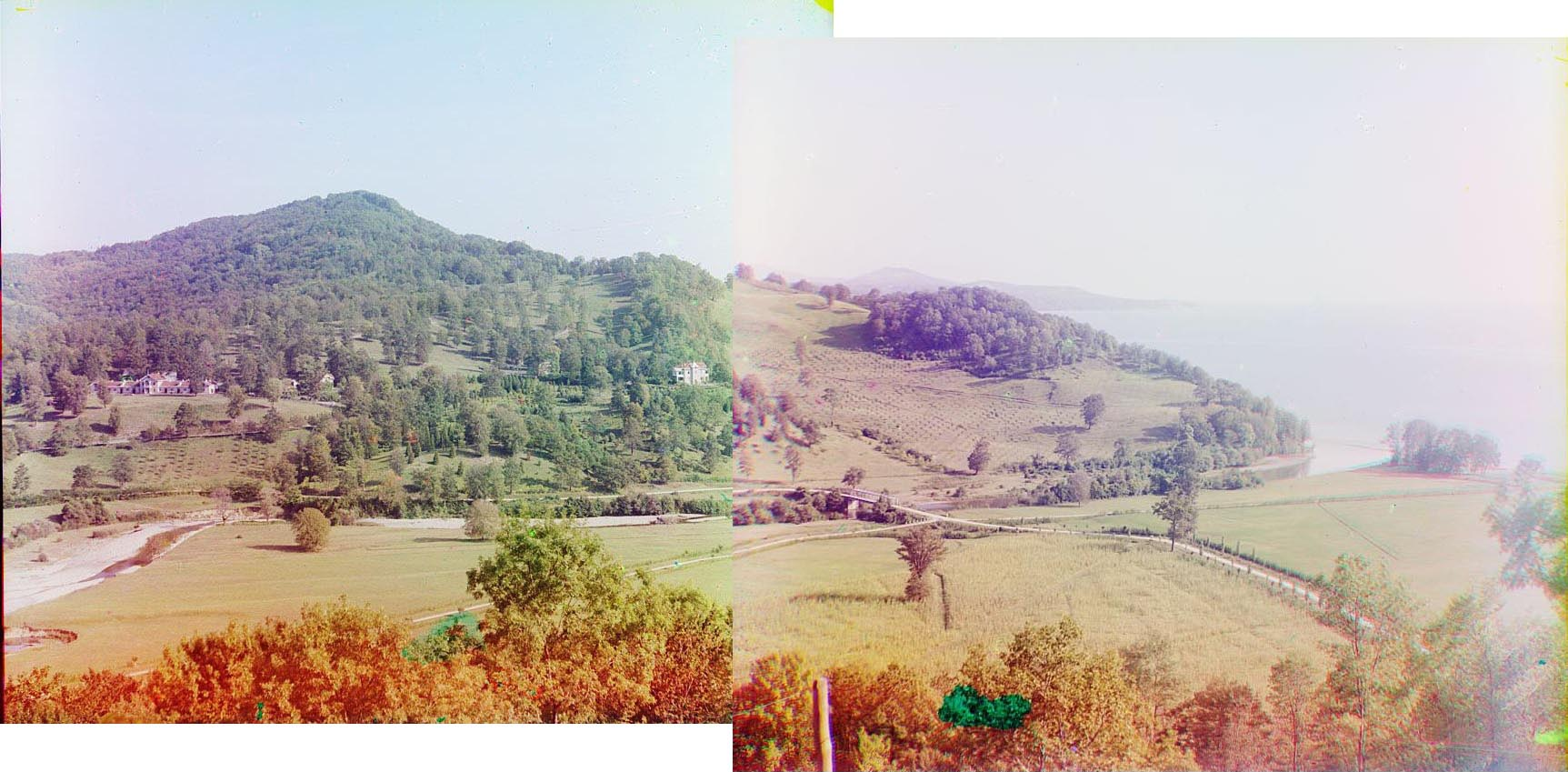
Панорама Дагомыса, составленная из двух фото, между 1905 и 1915 гг.
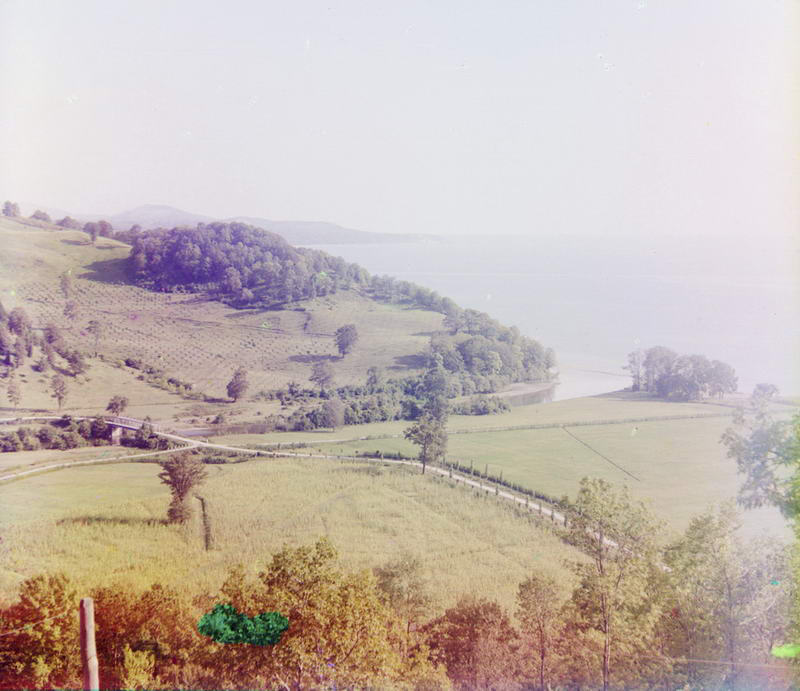
Впадение реки Дагомыс в море и Сочинский мыс, 1900-е гг.
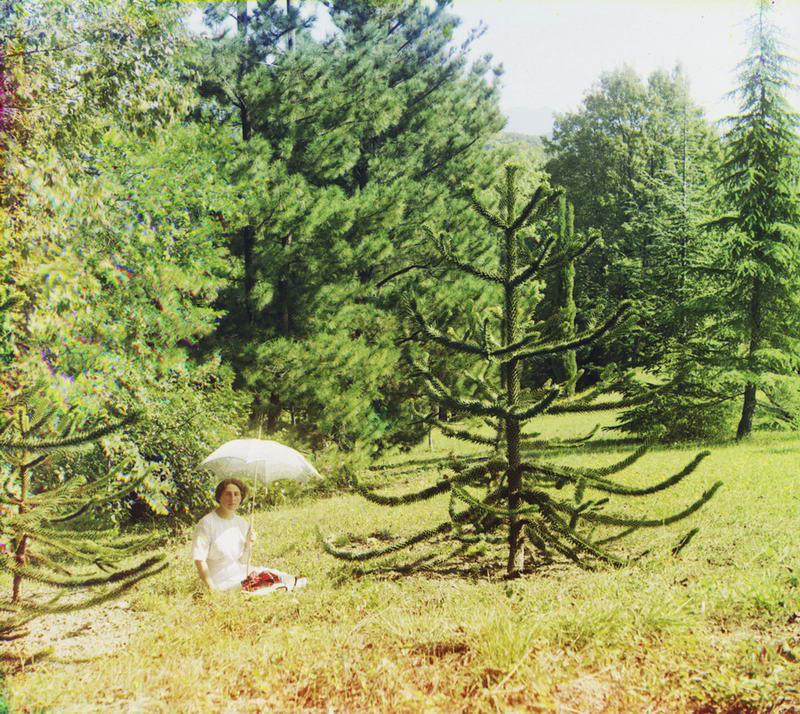
Дагомыс. Араукарии в царском парке, 1900-е гг.

## Галерея

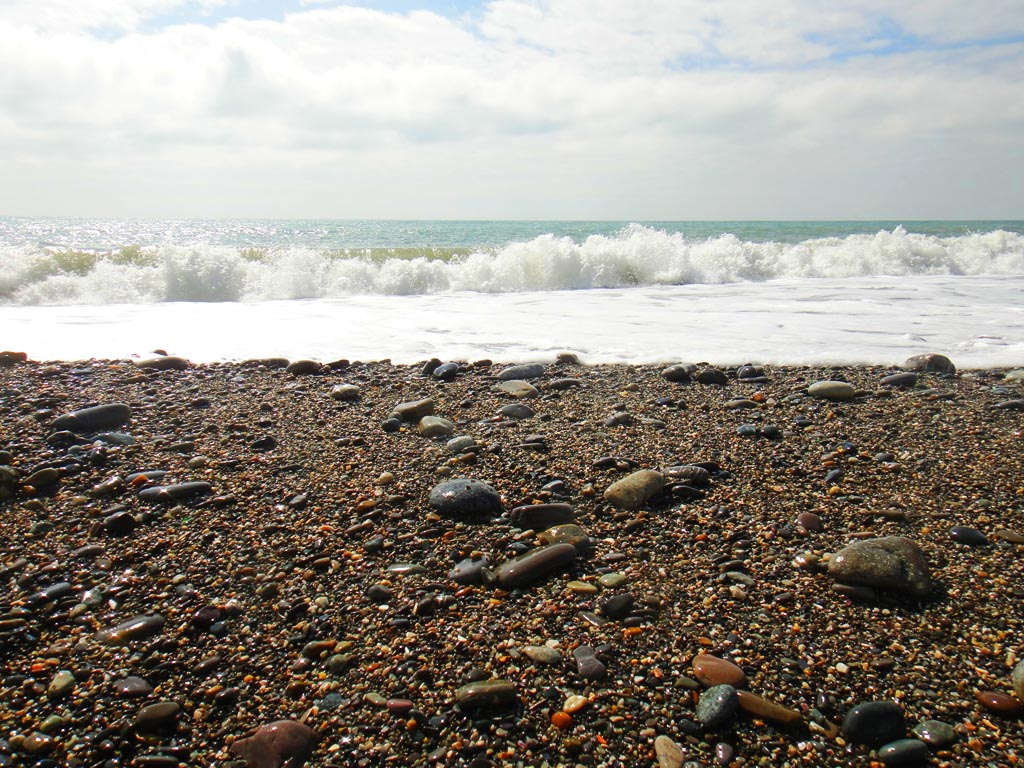
Пляж после шторма
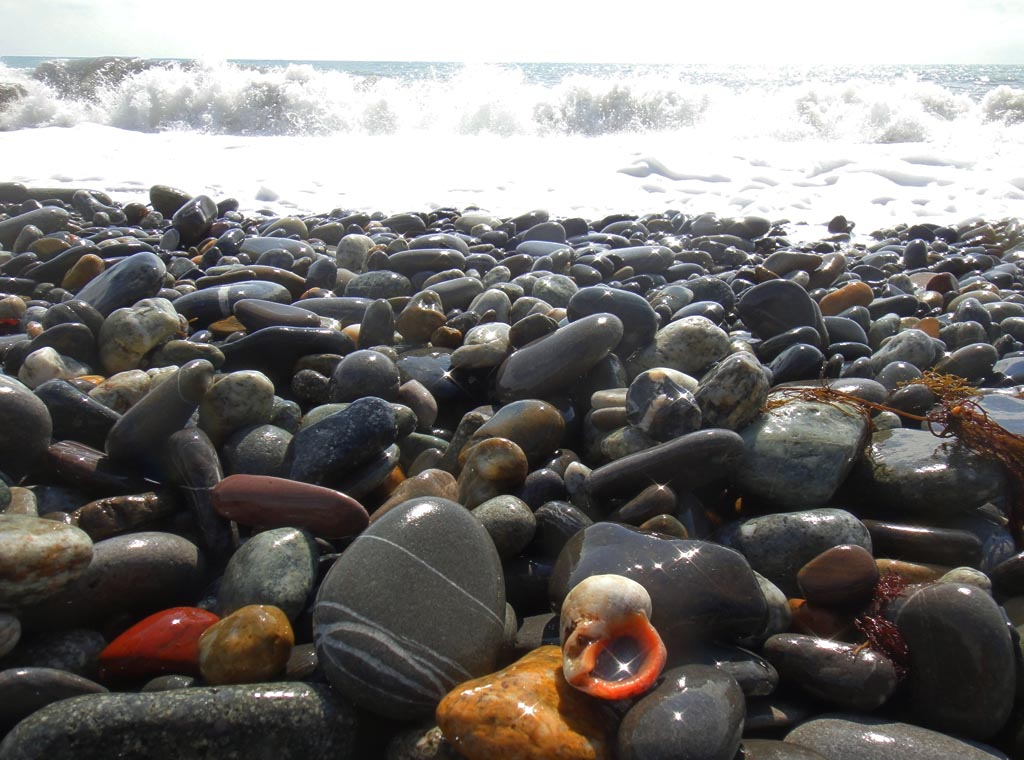
Моллюск рапан
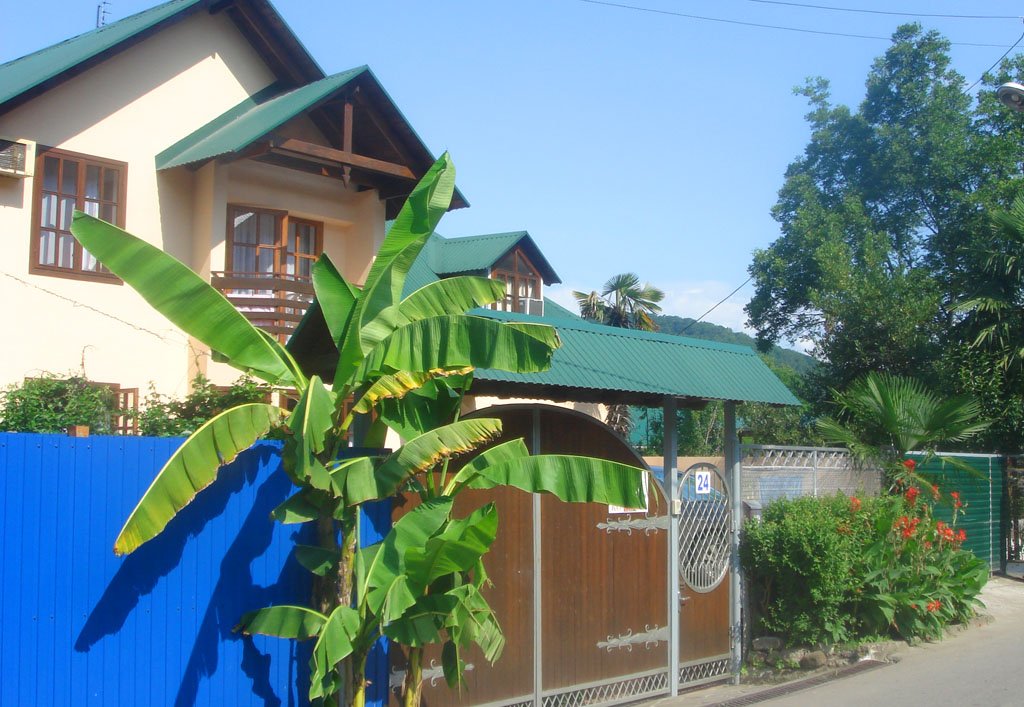
Частный дом по Ленинградской улице
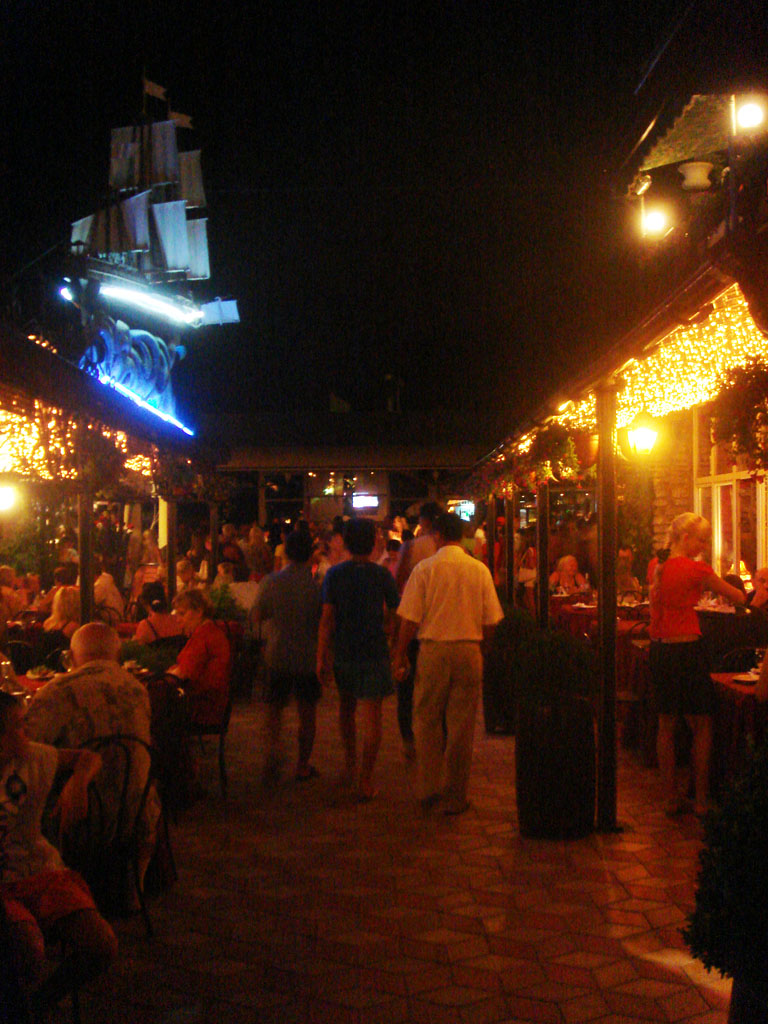
Дагомыс около полуночи
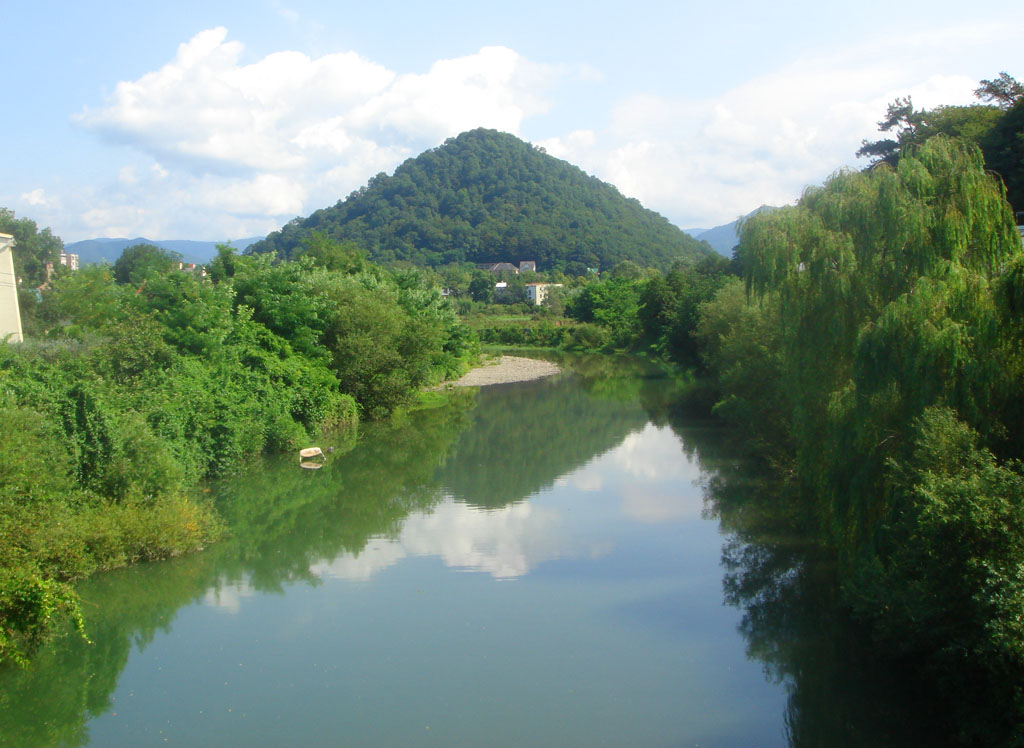
Река Дагомыс
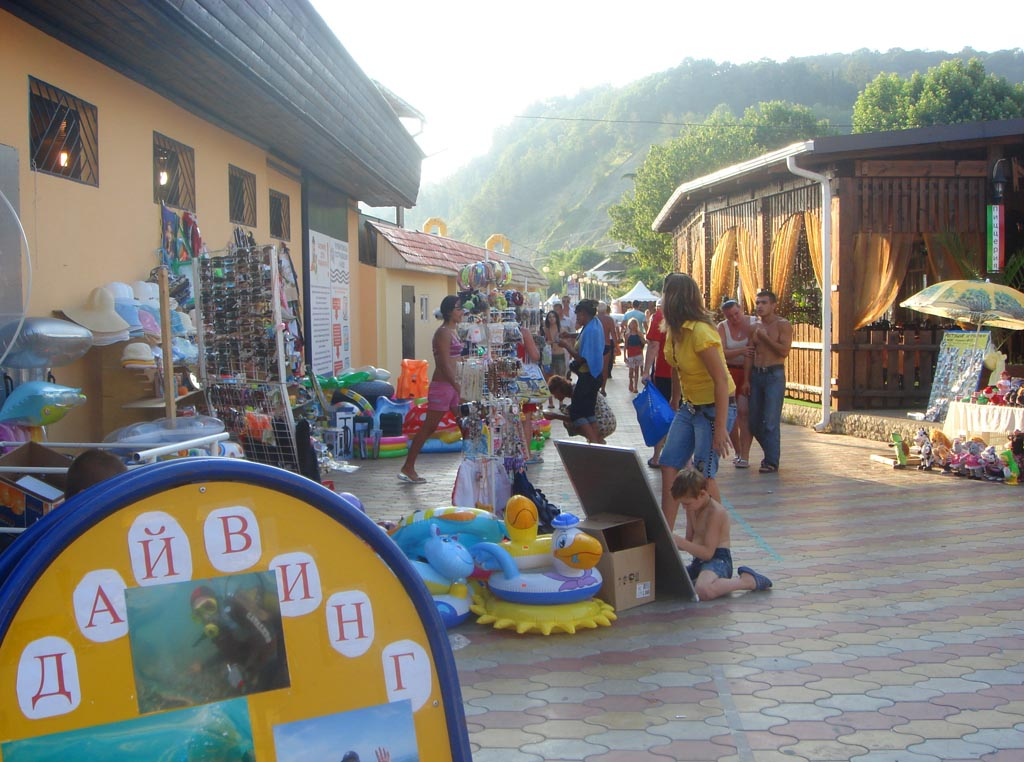
Район Набережной
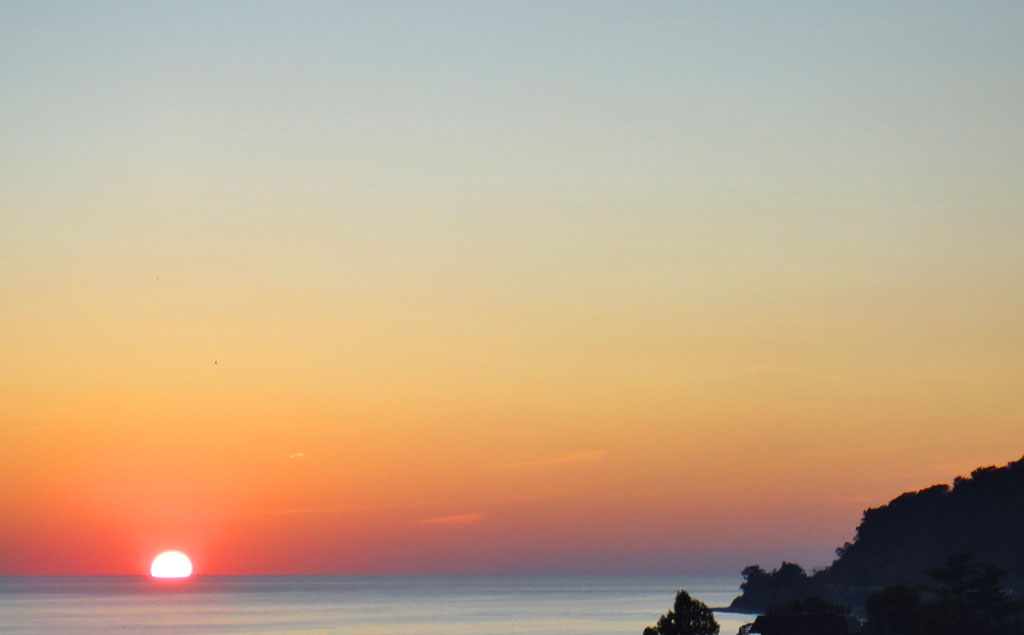
Закат в Дагомысе
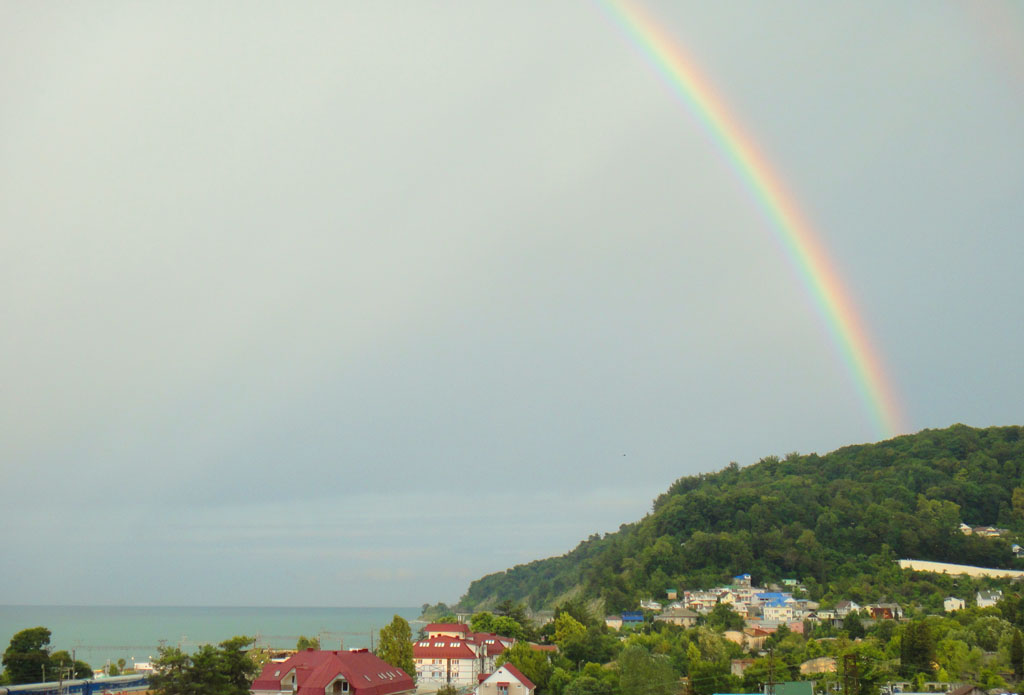
Радуга в Дагомысе
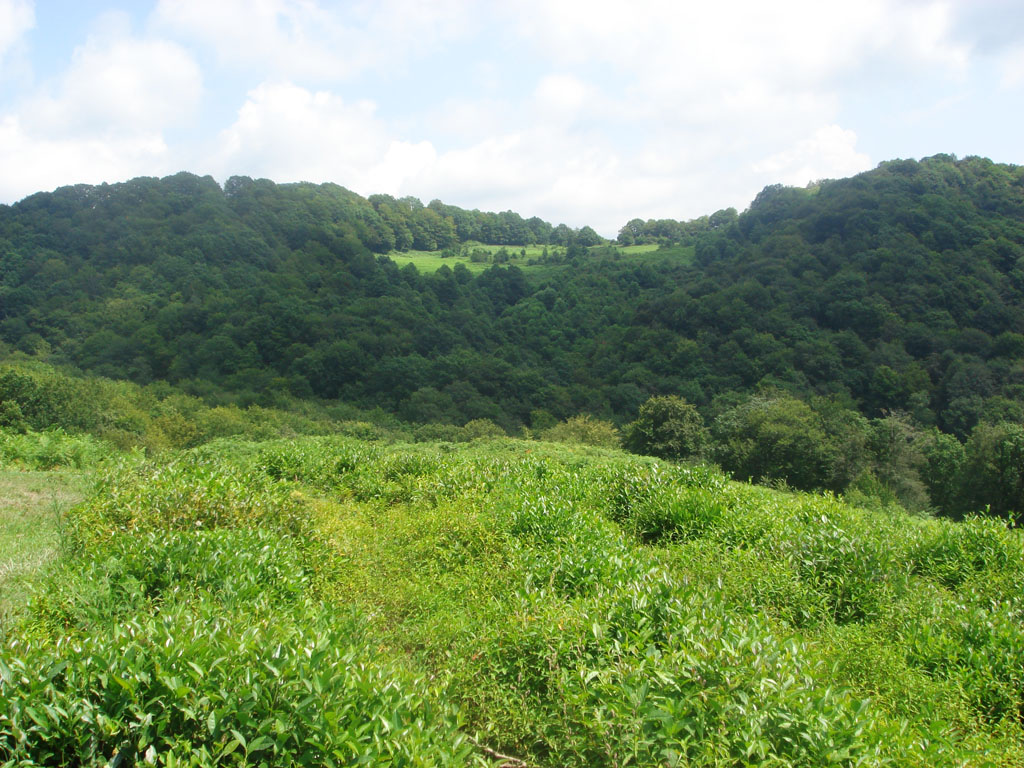
Чайная плантация в горах
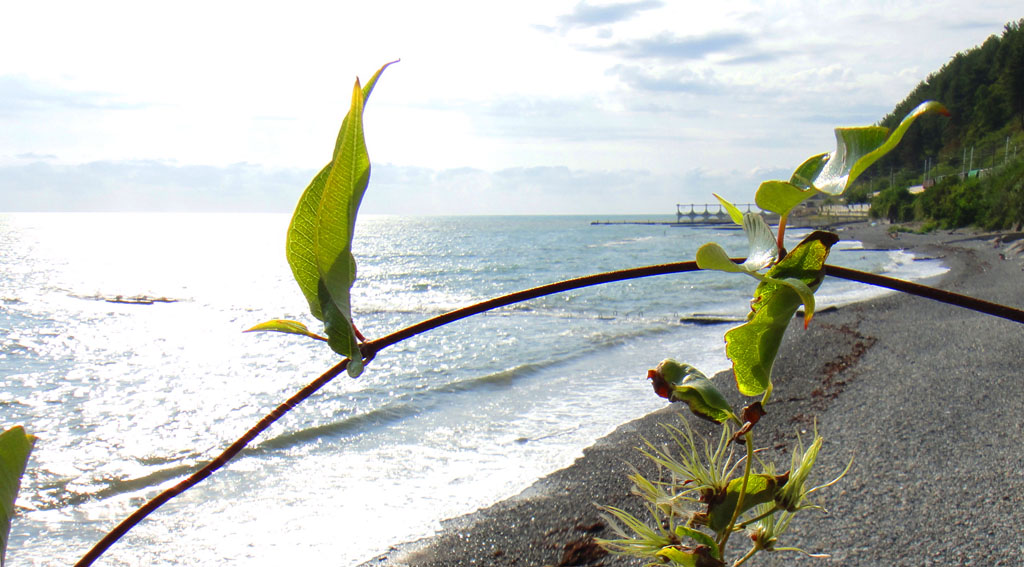
«Дикий» пляж
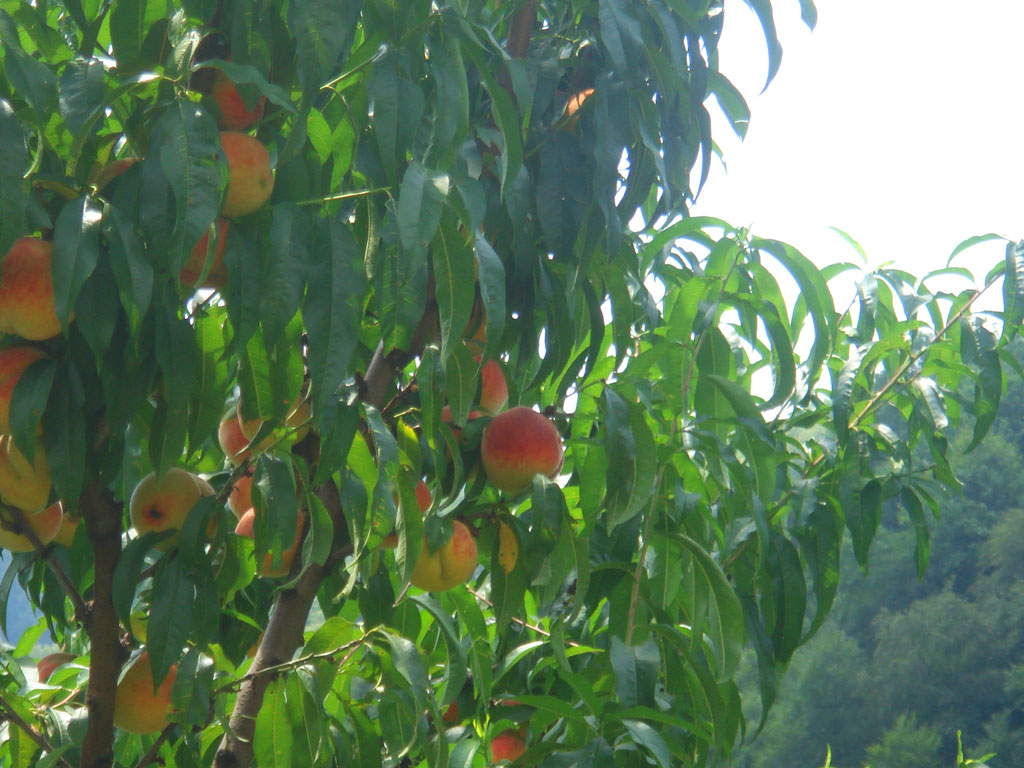
Персиковый сад
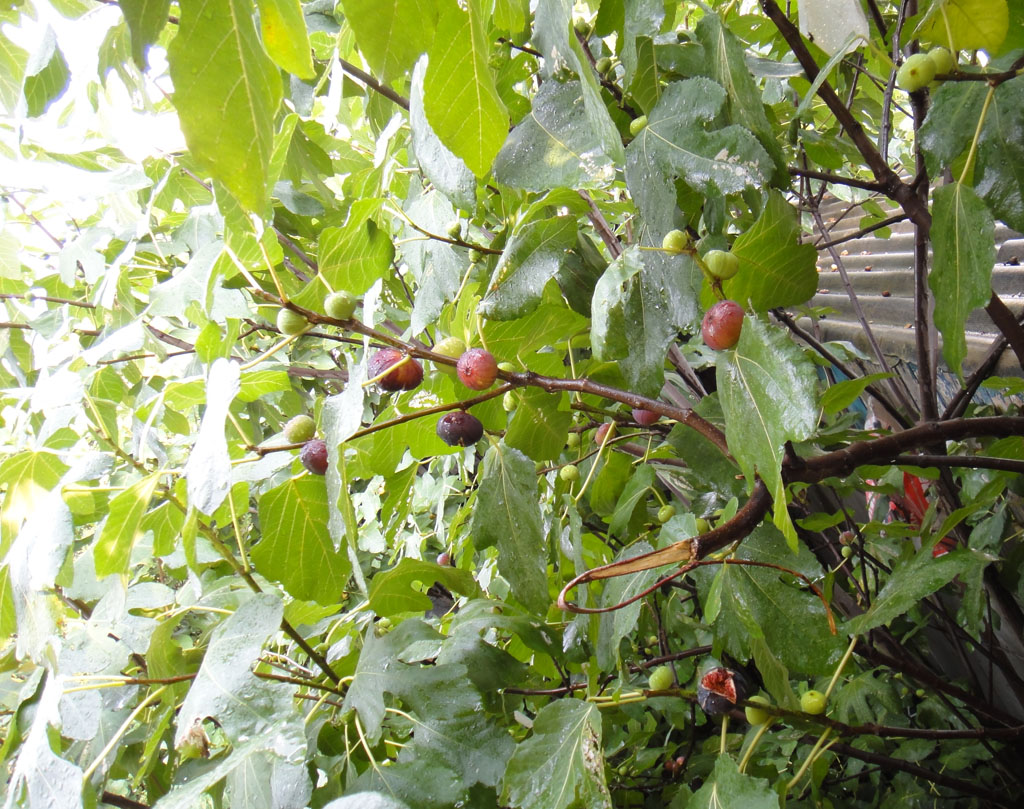
Созревший инжир на деревье
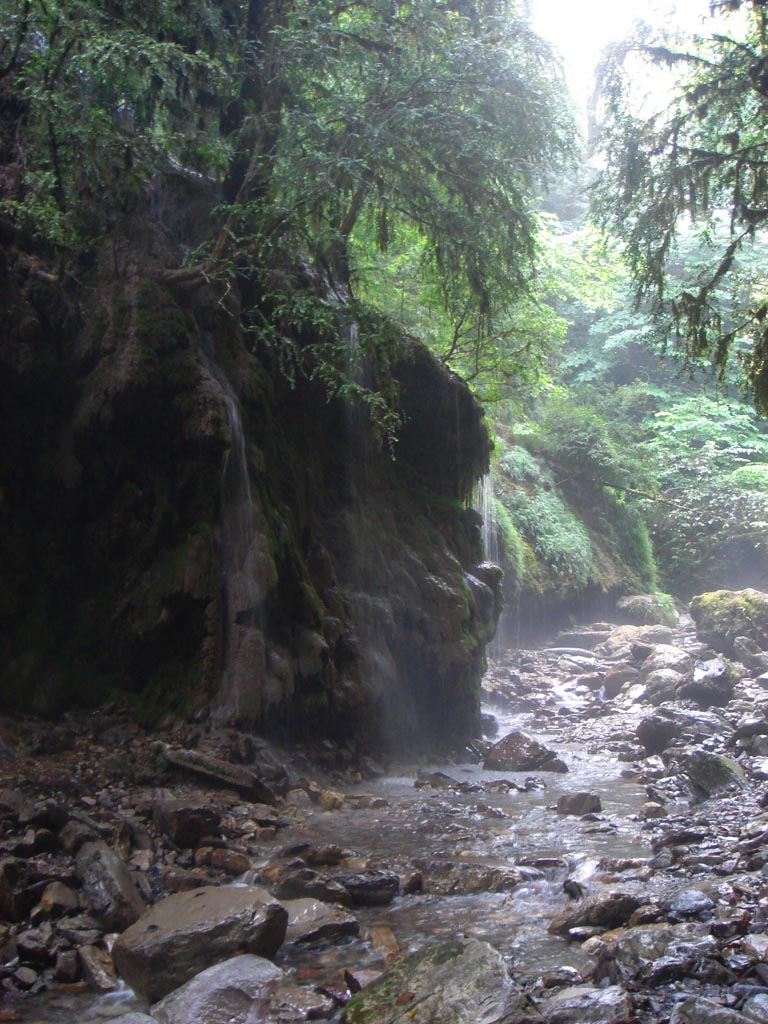
Субтропический лес
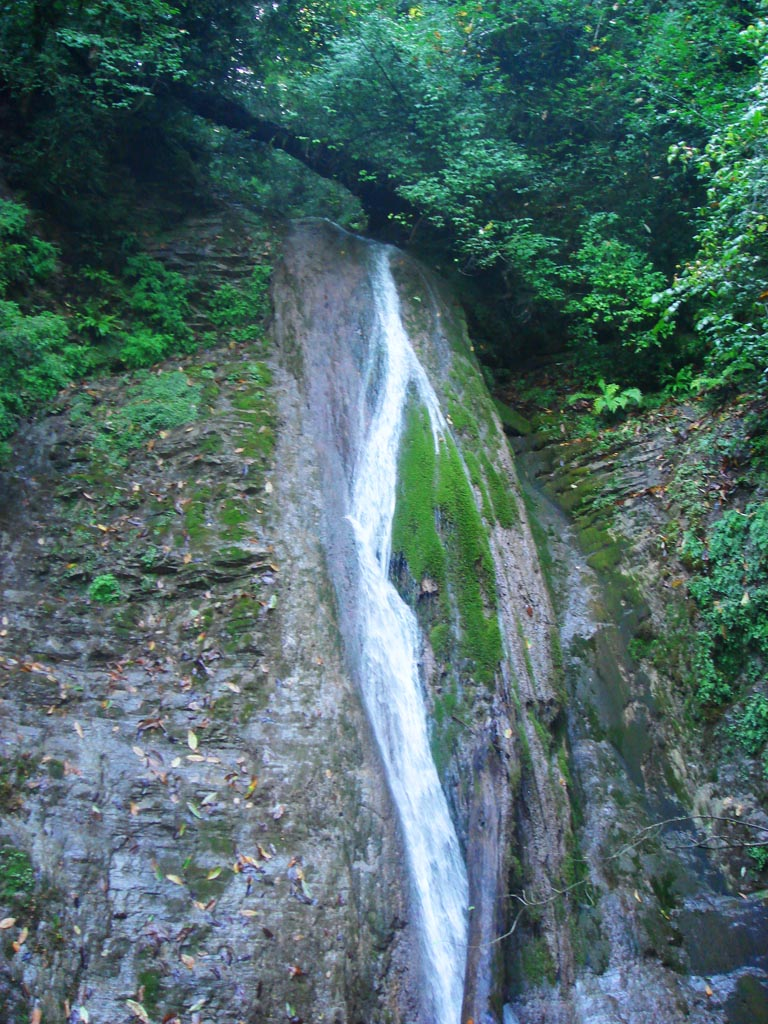
Самшитовый Водопад
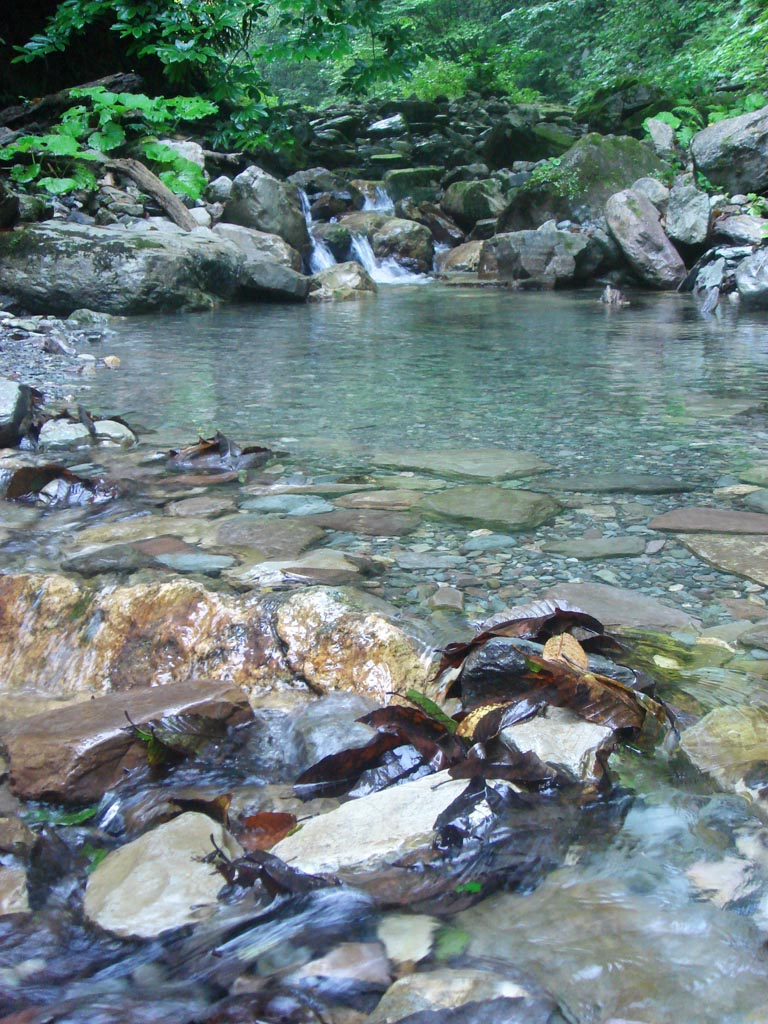
Река Западный Дагомыс
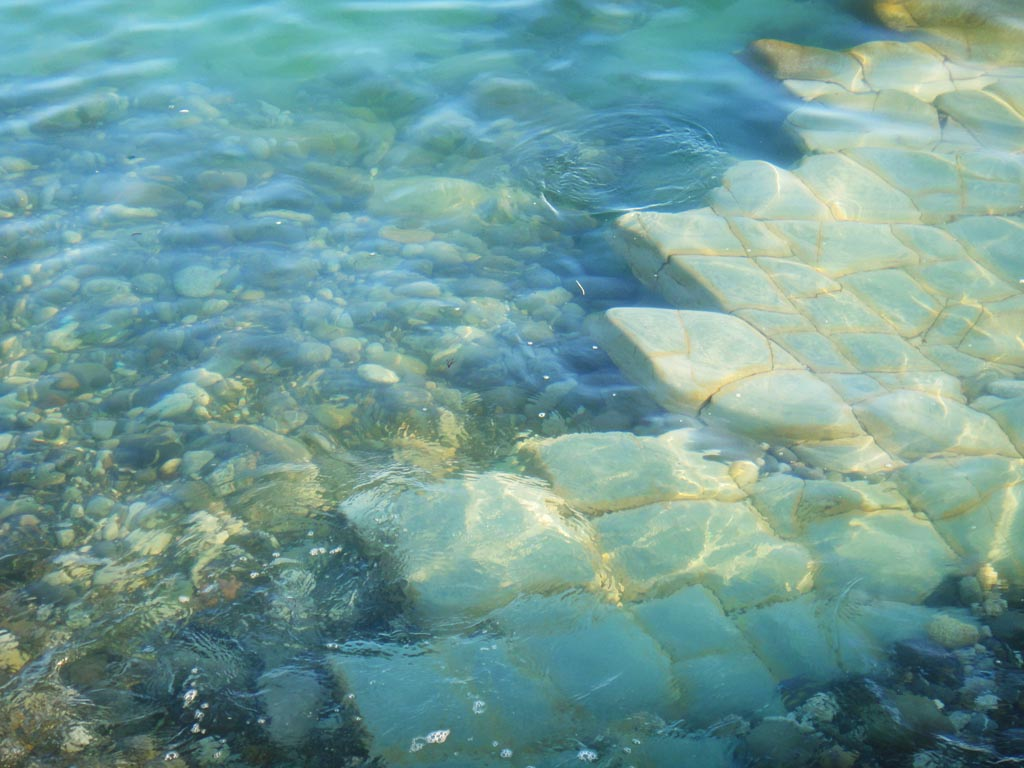
Окаменевшее дно древнего моря
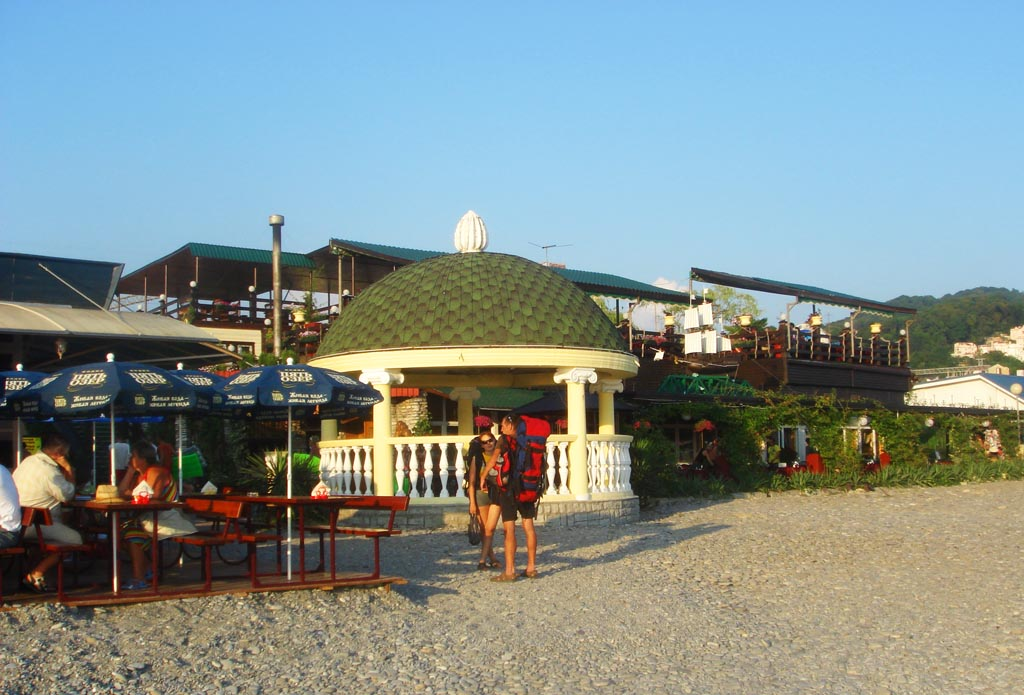
Ротонда
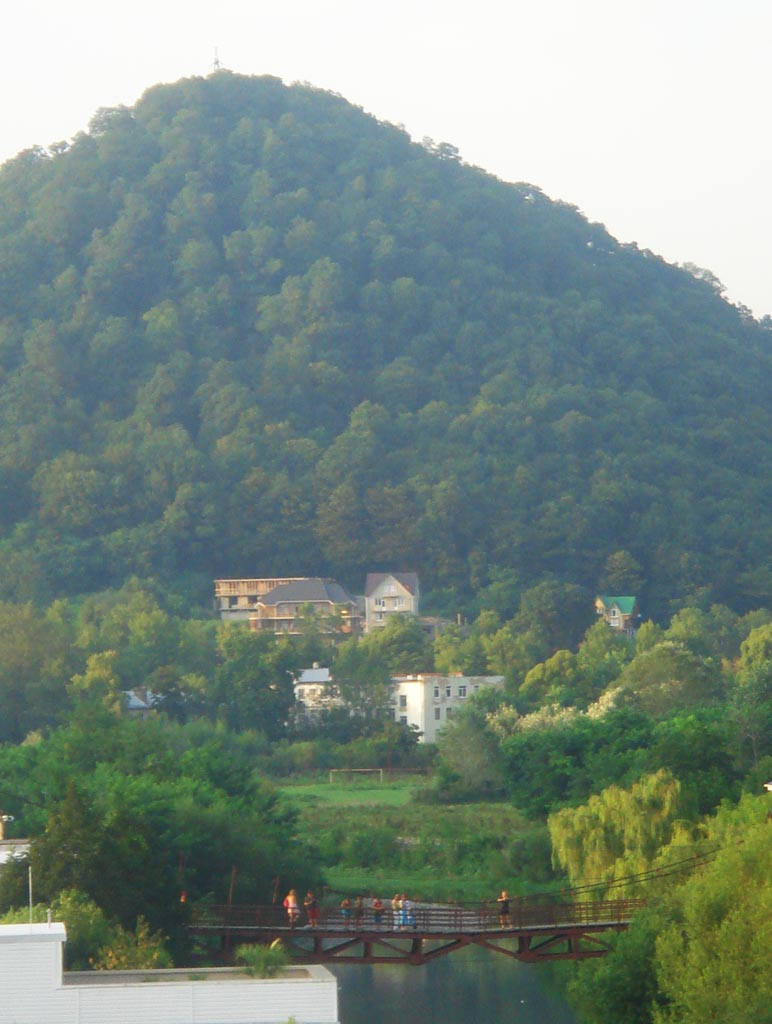
Висячий пешеходный мост
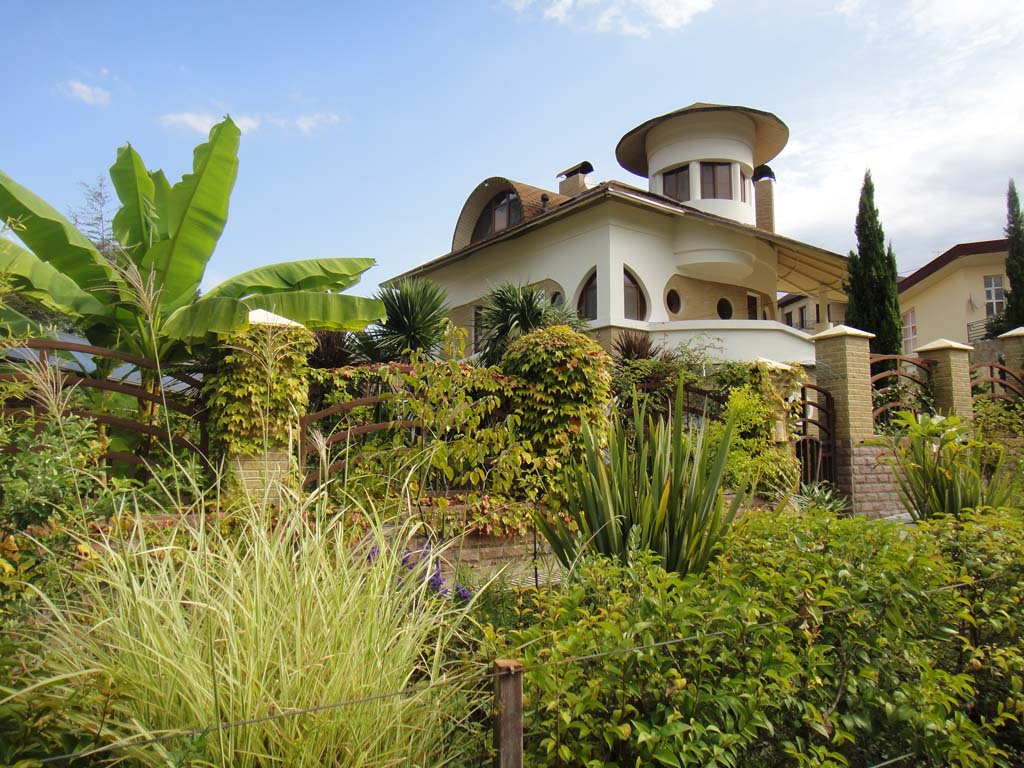
Один из частных домов посёлка
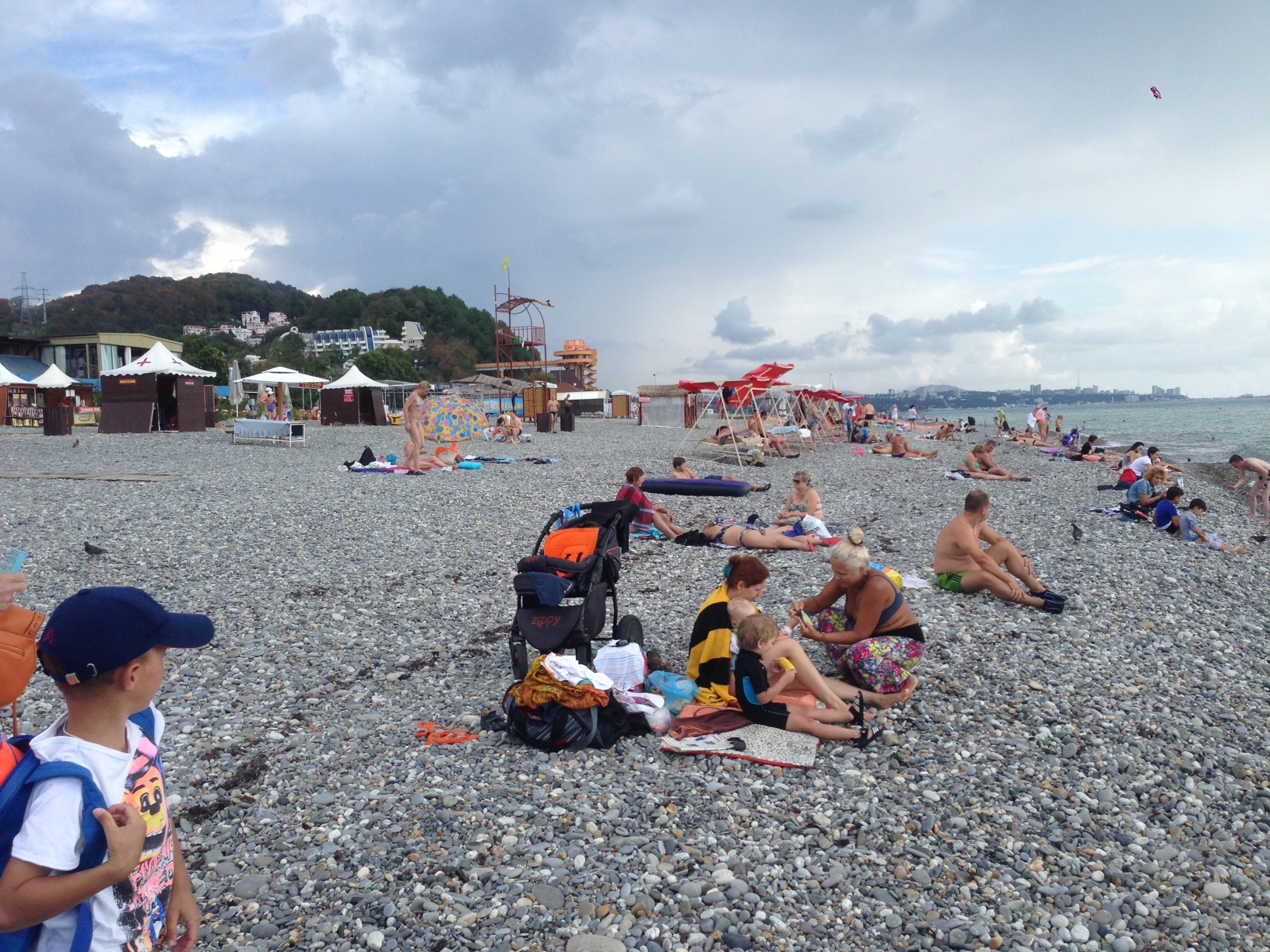
Пляж в конце октября